# Orange County (Indiana)
Orange County ist ein County im US-Bundesstaat Indiana der Vereinigten Staaten. Der Verwaltungssitz (County Seat) ist Paoli.

## Geographie
Das County liegt im Süden von Indiana, ist etwa 60 km von Kentucky entfernt und hat eine Fläche von 1057 Quadratkilometern, wovon 22 Quadratkilometer Wasserfläche sind. Es grenzt im Uhrzeigersinn an folgende Countys: Lawrence County, Washington County, Crawford County, Dubois County und Martin County.

## Geschichte
Orange County wurde am 26. Dezember 1815 aus Teilen des Gibson County, Knox County und des Washington County gebildet. Benannt wurde es nach dem gleichnamigen County in North Carolina.
Im Orange County liegt eine National Historic Landmark, das West Baden Springs Hotel. Insgesamt sind 15 Bauwerke und Stätten des Countys im National Register of Historic Places eingetragen (Stand 3. September 2017).

## Demografische Daten

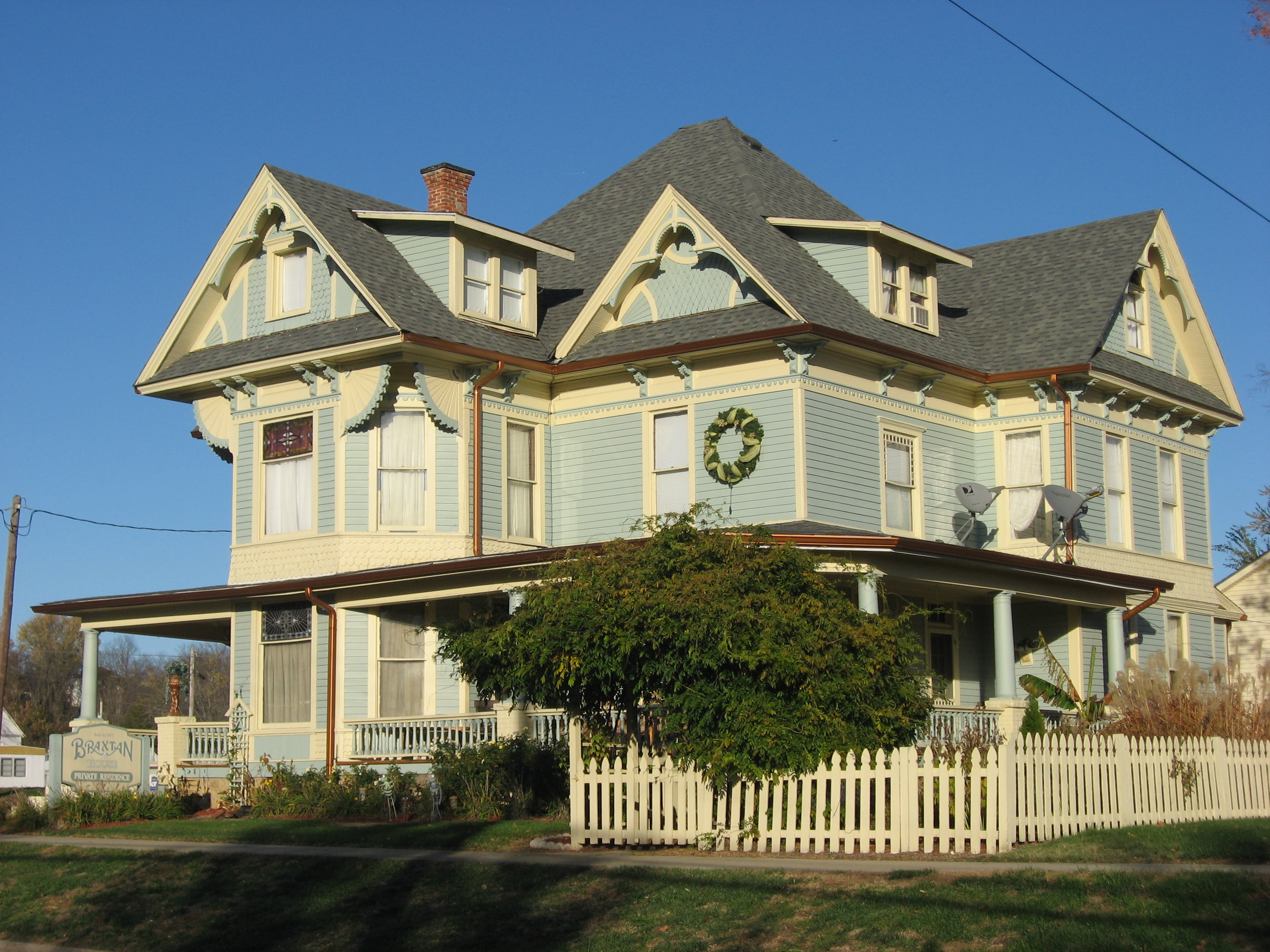
Das Thomas Newby Braxtan House, gelistet im NRHP

Nach der Volkszählung im Jahr 2000 lebten im Orange County 19.306 Menschen in 7621 Haushalten und 5342 Familien. Die Bevölkerungsdichte betrug 18,6 Einwohner pro Quadratkilometer. Ethnisch betrachtet setzte sich die Bevölkerung zusammen aus 97,90 Prozent Weißen, 0,63 Prozent Afroamerikanern, 0,31 Prozent amerikanischen Ureinwohnern, 0,17 Prozent Asiaten, 0,01 Prozent Bewohnern aus dem pazifischen Inselraum und 0,25 Prozent aus anderen ethnischen Gruppen; 0,73 Prozent stammten von zwei oder mehr Ethnien ab. 0,56 Prozent der Bevölkerung waren spanischer oder lateinamerikanischer Abstammung.
Von den 7621 Haushalten hatten 32,4 Prozent Kinder unter 18 Jahre, die mit ihnen im Haushalt lebten. 57,6 Prozent waren verheiratete, zusammenlebende Paare, 8,6 Prozent waren allein erziehende Mütter und 29,9 Prozent waren keine Familien. 26,2 Prozent waren Singlehaushalte und in 12,0 Prozent lebten Menschen mit 65 Jahren oder darüber. Die Durchschnittshaushaltsgröße betrug 2,49 und die durchschnittliche Familiengröße lag bei 3,00 Personen.
25,7 Prozent der Bevölkerung waren unter 18 Jahre alt, 8,0 Prozent zwischen 18 und 24, 28,0 Prozent zwischen 25 und 44 Jahre. 23,5 Prozent zwischen 45 und 64 und 14,9 Prozent waren 65 Jahre alt oder älter. Das Durchschnittsalter betrug 38 Jahre. Auf 100 weibliche Personen kamen 96,7 männliche Personen. Auf 100 Frauen im Alter von 18 Jahren und darüber kamen 94,7 Männer.
Das jährliche Durchschnittseinkommen eines Haushalts betrug 31.564 US-Dollar, das Durchschnittseinkommen der Familien 38.505 USD. Männer hatten ein Durchschnittseinkommen von 28.658 USD, Frauen 20.238 USD. Der Pro-Kopf-Einkommen betrug 16.717 USD. 9,0 Prozent der Familien und 12,4 Prozent der Bevölkerung lebten unterhalb der Armutsgrenze.

## Orte im County
- Bacon
- Bonds
- Bromer
- Chambersburg
- Ethel
- Fargo
- French Lick
- Greenbrier
- Hindostan
- Leipsic
- Millersburg
- Newton Stewart
- Norton
- Orangeville
- Orleans
- Paoli
- Pearsontown
- Pine Valley
- Prospect
- Pumpkin Center
- Rego
- Roland
- Scarlet
- Syria
- Valeene
- West Baden Springs
- Woodlawn Grove
- Youngs Creek

Townships
- French Lick Township
- Greenfield Township
- Jackson Township
- Northeast Township
- Northwest Township
- Orangeville Township
- Orleans Township
- Paoli Township
- Southeast Township
- Stampers Creek Township